# Pauline Chan Bo-Lin
Pauline Chan, de son vrai nom Chan Bo-Lin (陳寶蓮) née le 23 mai 1973 à Shanghai et suicidée le 31 juillet 2002 dans la même ville à 29 ans, est une actrice chinoise qui a suscité un attrait important et provoqué plusieurs controverses durant les années 1990.

## Biographie
Née à Shanghai, les parents de Chan divorcent dans sa jeunesse et elle émigre à Hong Kong avec sa mère à l'âge de 12 ans. Elle commence à travailler comme mannequin à 15 ans et participe au concours de Miss Asie. Elle ne gagne aucun titre mais sa silhouette plantureuse et sa taille de 1,75 m attire l'attention de l'industrie pornographique locale. Elle y entre en 1991 à seulement 18 ans, principalement pour aider sa mère à pourvoir aux besoins de sa famille. Jusqu'en 1997, elle apparaît dans plus de 25 films de catégorie III (-18 ans) où elle se fait remarquer pour ses performances audacieuses, devenant un sex-symbol en Chine.
En 1997, Chan commence une relation avec le playboy taïwanais Huang Jen-chung (zh) qu'elle rencontre en 1993 et qui a 33 ans de plus qu'elle. Elle emménage à Taipei avec lui jusqu'à leur rupture en 1999. Après son suicide, Huang déclare à la presse qu'elle se droguait et s'adonnait à la sorcellerie depuis 1998. Chan faisait cela pour calmer son cœur après leurs disputes,.
En décembre 1999, elle est brièvement incarcérée au Royaume-Uni pour avoir brutalisé une personne inconnue en public[réf. nécessaire]. Ce comportement met pratiquement fin à sa carrière d'actrice.
Elle donne naissance à un garçon début juillet 2002. Vers 17h30, le 31 juillet 2002, Chan se défenestre de son appartement situé au 24e étage. Dans un mot d'adieu, elle cite une dépression post-partum comme raison à son geste, exprime une profonde tristesse et sa sympathie pour Huang Jen-chung. Ses funérailles ont lieu le 3 août 2002 durant une cérémonie bouddhiste, et son corps est incinéré.
Chan est interprétée par l'actrice Crystal Sun, qui a joué un petit rôle dans le film Comrades, Almost a Love Story de 1996, dans le biopic Pauline's Life de 2002. Sun se suicide également en 2009 à cause de ses dettes.

## Filmographie
- Millennium Mambo (2001)
- Paramount Motel (2000)
- Hunting Evil Spirit (1999)
- Flowers of Shanghai (1998)
- 02:00 A.M. (1997)
- Passionate Nights (1997)
- Boys? (1996)
- Hong Kong Showgirls (1996)
- Once Upon a Time in Triad Society (1996)
- A Sudden Love (1995)
- Dream Lovers (1994)
- Bons baisers de Pékin (1994)
- All Over the World (film)|All Over the World (1993)
- Angel the Kickboxer (1993)
- Flying Dagger (1993)
- Love is Over (1993)
- A Man of Nasty Spirit (1993)
- Run For Life - Ladies From China (1993)
- Sex for Sale (1993)
- Slave of the Sword (1993)
- Whores from the North (1993)
- A Wild Party (1993)
- Behind the Pink Door (1992)
- Devil of Rape (1992)
- Erotic Ghost Story 3 (1992)
- Escape from Brothel (1992)
- The Girls from China (1992)
- Girls Without Tomorrow 1992 (1992)
- It's Now or Never (1992)
- Spider Force (1992)
- Queen of the Underworld (1991)